# 遊佐氏 (三好長慶継室)
遊佐氏（ゆざし、生没年不詳）は、阿波出身の戦国大名・三好長慶の継室。政長流畠山氏家臣の河内守護代・遊佐長教の養女。

## 生涯
天文18年（1549年）5月、遊佐長教の娘である遊佐氏が、当時摂津下郡の守護代となっていた三好長慶に嫁いだ。父・長教が大永2年（1522年）生まれの三好長慶と同世代とみられることから、実の娘でなく養女だったと考えられる。
三好長慶は元々、細川京兆家当主の細川晴元に従っていたが、天文17年（1548年）、同じく晴元に従う丹波の波多野秀忠が死去したのを機に、正室としていたその娘・波多野氏を離縁。同年10月、細川氏綱を擁立する遊佐長教と同盟を結び、遊佐氏を継室に迎える契約を結んでいた。遊佐氏との婚姻後の天文18年（1549年）6月、長慶は遊佐長教と共に、江口の戦いで細川晴元勢を打ち破っている。
天文22年（1553年）に、長慶は越水城（兵庫県西宮市）から芥川山城（大阪府高槻市）へ拠点を移し、それ以降、京都の公家や寺社の使いが芥川山城を訪れているが、長慶の妻の遊佐氏について公家や寺社の記録に記述はない。このことから、遊佐氏は早くに死去したか、あるいは天文20年（1551年）に養父の長教が暗殺されたのをきっかけに実家に帰ったものと考えられる。